# Dragu
Dragu is een Roemeense gemeente in het district Sălaj.

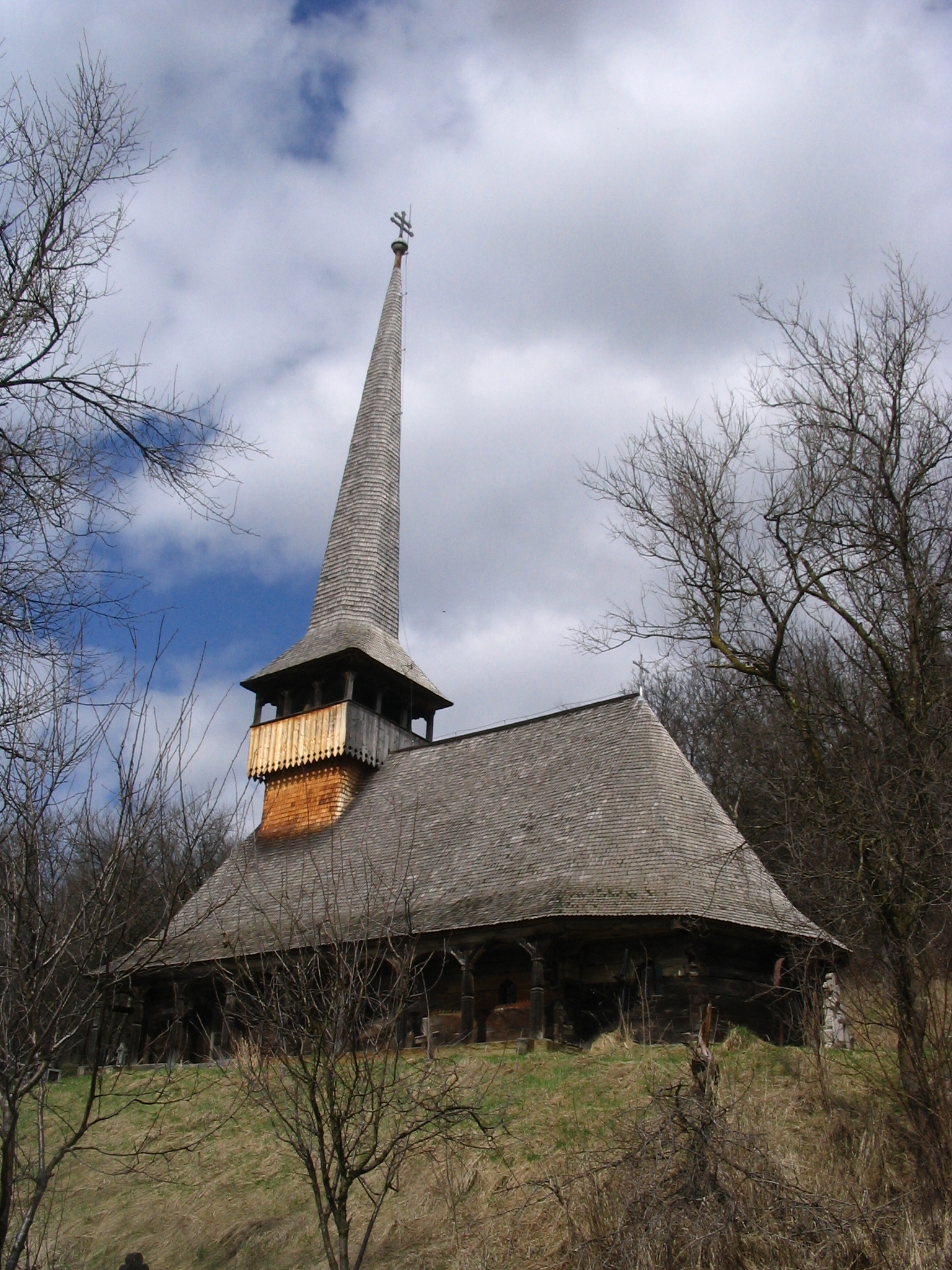
Kerk van Dragu

Dragu telt 1373 inwoners.